# Прапор Камеруну
Прапор Камеруну — один з офіційних символів держави Камерун. Прийнятий 20 травня 1975.